# Fantastic Four: Rise of the Silver Surfer (игра)
Fantastic Four: Rise of the Silver Surfer — видеоигра 2007 года, основанная на одноимённом фильме, главными героями которой являются персонажи американских комиксов издательства Marvel Comics Фантастическая четвёрка и Серебряный Сёрфер. Издателем игры выступила компания 2K. Rise of the Silver Surfer — сиквел Fantastic Four 2005 года, созданной по мотивам одноимённой картины. Были запланированы версии для Xbox и GameCube, аналогичные версии для PlayStation 2, однако разработчики переосмыслили своё решение из-за низких продаж игр для Xbox и низкой производительности GameCube.

## Геймплей
В игре предусмотрена возможность переключаться между участниками команды. Каждый член Фантастической четвёрки обладает уникальной суперспособностью:
- Мистер Фантастик в состоянии управлять размерами своего тела (или его отдельных конечностей), что позволяет ему растягиваться, сжиматься, деформироваться, удлиняться, расширяться или иным образом изменять форму физической оболочки[2].
- Женщина-невидимка способна искажать свет вплоть до возможности становиться невидимой полностью или частично. Ко всему прочему владеет телекинезом и может проецировать силовые поля[3].
- Человек-факел — его сила заключается в управлении огнём. Как правило покрывает всё своё тело пламенем, благодаря чего его организм обладает устойчивостью к высоким температурам. Ещё одна способность персонажа — левитация[4].
- Существо — всё его тело покрыто сверхпрочным камнем, а сам Бен Гримм является носителем сверхчеловеческой силы[5].

По сюжету, игроку предстоит столкнуться с известными антагонистами команды из классических комиксов о Фантастической четвёрке, такими как: Серебряный Сёрфер, Терракс, Красный призрак, Супер-Скрулл и Доктор Дум.
В дополнение к миссиям, в которых участвует вся команда, в игре присутствуют различные одиночные миссии, такие как погоня Человека-факела за Серебряным Сёрфером по Нью-Йорку и проникновение Сью Шторм на военную базу.
Ко всему прочему, персонажи способны комбинировать способности для использования новых приёмов. Всего существует 12 различных атак, по одной на каждую комбинацию членов команды.

## Критика
| Сводный рейтинг    | Сводный рейтинг | Сводный рейтинг | Сводный рейтинг | Сводный рейтинг | Сводный рейтинг |
| Издание            | Оценка          | Оценка          | Оценка          | Оценка          | Оценка          |
| Издание            | DS              | PS2             | PS3             | Wii             | Xbox 360        |
| ------------------ | --------------- | --------------- | --------------- | --------------- | --------------- |
| GameRankings       | 38,40 %         | 41,50 %         | 49,00 %         | 43,44 %         | 49,16 %         |
| Metacritic         | 35/100          | 36/100          | 47/100          | 39/100          | 45/100          |
| Иноязычные издания |                 |                 |                 |                 |                 |
| Издание            | Оценка          | Оценка          | Оценка          | Оценка          | Оценка          |
| Издание            | DS              | PS2             | PS3             | Wii             | Xbox 360        |
| 1UP.com            | N/A             | N/A             | C−              | N/A             | N/A             |
| Eurogamer          | N/A             | N/A             | N/A             | N/A             | 5/10            |
| Game Informer      | N/A             | N/A             | 5/10            | N/A             | N/A             |
| GameRevolution     | N/A             | N/A             | N/A             | N/A             | C−              |
| GameSpot           | 3,5/10          | 2,6/10          | 5/10            | 2,6/10          | 5/10            |
| GameSpy            | [ 23 ]          | [ 24 ]          | N/A             | [ 24 ]          | [ 25 ]          |
| GameTrailers       | N/A             | N/A             | 5,3/10          | N/A             | N/A             |
| GameZone           | N/A             | N/A             | 5,5/10          | 4,6/10          | 5,3/10          |
| IGN                | 3,5/10          | 4,7/10          | N/A             | 5/10            | 5,4/10          |
| Nintendo Power     | 2/10            | N/A             | N/A             | N/A             | N/A             |
| OXM                | N/A             | N/A             | N/A             | N/A             | 5,5/10          |

Дэниел Уилкс из Hyper отметил, что «Fantastic Four: Rise of the Silver Surfer лучше, чем Pirates of the Caribbean: At World’s End», однако раскритиковал её как «скучную, однообразную и некачественную».